# Згориград
Згориград (болг. Згориград) — село в Болгарии. Находится в Врачанской области, входит в общину Враца. Население составляет 1698 человек.

## Политическая ситуация
В местном кметстве Згориград, в состав которого входит Згориград, должность кмета (старосты) исполняет Асен Георгиев Петров (партия АТАКА) по результатам выборов.
Кмет (мэр) общины Враца — Тотю Младенов Младенов (Граждане за европейское развитие Болгарии (ГЕРБ)) по результатам выборов.